# Kraljevstvo Mustang
Mustang je malo izolirano kraljevstvo s jedinstvenom poviješću i kulturnim identitetom, nalazi se na tibetskoj visoravni u državi Nepal u okrugu Mustang, jednom od 75 okruga u Nepalu. Narod koji ovdje živi zove se Lobe.

## Povijest
Stjecajem povjesnih okolnosti Mustang se našao unutar granica Nepala, što ga je očuvalo od kineske okupacije Tibeta 1959. godine. Međutim, kroz čitavu svoju povijest ovo je kraljevstvo bilo samostalno. Kraljeva apsolutna vlast prožimala je sve vidove života malog naroda Loba, a seljačka i nomadska struktura njegovih pripadnika osiguravala im je ekonomsku samodostatnost.

## Prirodno – geografske i društvene značajke
U cijelom kraljevstu samo su 33 sela. Veći dio teritorija nalazi se između 3 500 i 4 500 m nadmorske visine. Jedine poljoprivredne kulture koje uspijevaju su ječam i heljda i to su glavni sastojci svakog obroka. Sa stanovnicima nižih predjela Himalaje Lobe se razmjenjuju za povrće, a s nomadima za mesne i mliječne proizvode.
U pogledu religije narod Mustanga pripada budizmu.

## Kraljevstvo danas
Mustang je donedavno bio „zabranjeno područje“. Samo nekoliko stranaca, redom znanstvenika, imalo je sreću dobiti dozvolu za ograničen pristup. Ipak, 1992. godine nepalska je vlada pojačala svoj utjecaj i otvorila Mustang za ograničen broj turista.